# معا (فلم تلفزيوني 2021)
معًا (بالإنجليزية: Together) هو فيلم تلفزيوني كوميدي درامي بريطاني لعام 2021 من تأليف دينيس كيلي وإخراج ستيفن دالدري. يقوم ببطولته جيمس ماكافوي وشارون هورغان كزوجين يعيدان تقييم علاقتهما خلال جائحة مرض فيروس كورونا-19 ، مع ظهور صموئيل لوغان باعتباره ابنهما آرتي. تم تصويره في غضون عشرة أيام في كنسال ريز ، لندن.
تم بث الفيلم في المملكة المتحدة على بي بي سي تو في 17 يونيو 2021. ولدى إطلاقه ، تلقى الفيلم آراء إيجابية بشكل عام من النقاد ، ووصفه البعض بأنه فيلم "رهاب الأماكن المغلقة" و "لامع" و "صادق" تم تصويره أثناء الوباء. ومع ذلك ، تم تقديم ردود متباينة بشأن استخدامه للمونولوج وكسور الجدار الرابع. في مراجعتها ، أعطت لوسي مانجان من الحارس معًا أربعة نجوم من أصل خمسة وكتبت أنها "تجسد تمامًا الخراب العاطفي لعلاقة محتضرة". تم إطلاق من قبل بليكر ستريت في الولايات المتحدة في 27 أغسطس 2021. وفاز الفيلم بجائزة الأكاديمية البريطانية للتلفزيون لأفضل دراما فردية.

## مخلص
تدور أحداث الفيلم في المملكة المتحدة أثناء جائحة كوفيد-19 في عامي 2020 و2021. ويتبع الفيلم زوجين يعيدان تقييم علاقتهما أثناء رعاية آرتي، ابنهما البالغ من العمر 10 سنوات.

## طاقم العمل
- جيمس مكافوي بدور "هو"، رجل يعمل لحسابه الخاص
- شارون هورجان بدور "هي"، عاملة خيرية
- صامويل لوجان بدور آرتي، ابن الزوجين البالغ من العمر 10 سنوات

## روابط خارجية
- الموقع الرسمي
 على بي بي سي تو
- معا  في قاعدة بيانات الأفلام على الإنترنت (بالإنجليزية)